# S'lp
S'lp (mazedonisch С'лп) ist ein Dorf im zentralen Teil Nordmazedoniens, das zur Gemeinde Veles gehört. Die nächstgelegene Stadt ist Veles.

## Geschichte

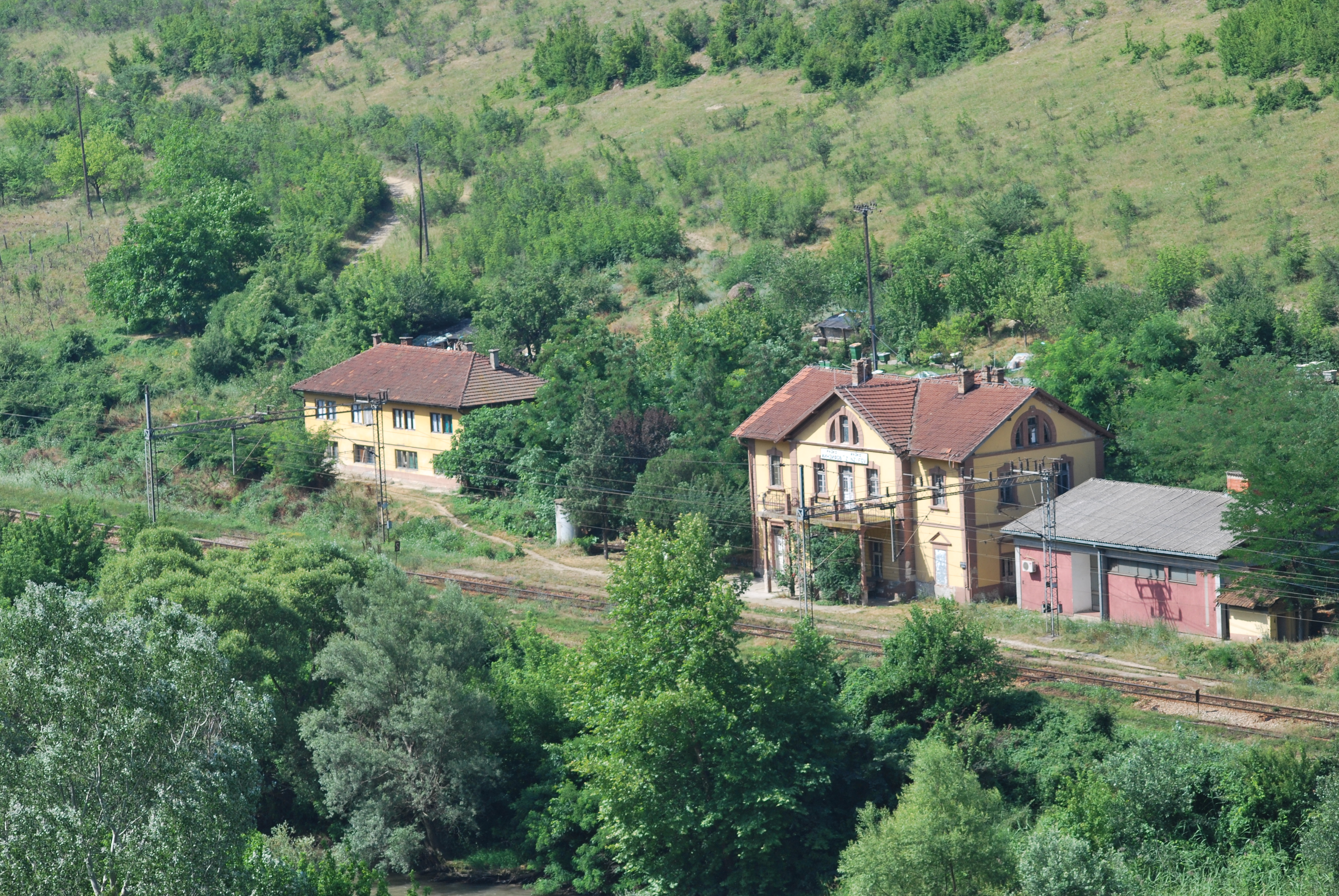
Bahnhof Rajko Žinzifov

S'lp liegt etwa 15 Kilometer nördlich von Veles. In unmittelbarer Nähe des Dorfes befindet sich die Autobahn A1 und der „Bahnhof Rajko Žinzifov“. Die zwischen 1852 und 1856 erbaute orthodoxe Kirche im Dorf Sveti Ilija ist dem Heiligen Elias gewidmet. Im 19. Jahrhundert war S'lp ein Dorf innerhalb der Kaza (Verwaltungseinheit) Veles des Osmanischen Reichs.
Seine Bewohner bekannten sich zu Beginn des 19. Jahrhunderts in einem Plebiszit zum bulgarischen Exarchat und waren Teil des bulgarischen Millets. In der französischsprachigen Statistik Ethnographie des Vilayets d’Andrinople, de Monastir et de Salonique zählte im Jahr 1873 S'lp 50 Haushalte mit 218 Bulgaren auf. Laut der Statistik des Ethnographen Wassil Kantschow zählte S'lp Ende des 19. Jahrhunderts 466 Einwohner, davon 460 Bulgaren und 6 Türken.
Nach dem niedergeschlagenen Ilinden-Aufstand starb am 22. Oktober 1903 in S'lp in einem Scharmützel mit der osmanischen Polizei der IMARO-Revolutionär Dimitar Detschew (1883–1903).
Nach den Statistiken des Sekretärs des Exarchats Dimitar Mischew (La Macedoine et sa Population Chrétienne) im Jahr 1905 lebten in S'lp 584 bulgarische Exarchisten, welche eine bulgarische Grundschule im Dorf besaßen.
Am 18. Dezember 1911 war S'lp Schauplatz eines Scharmützels zwischen der Tscheta (Gruppe) des Wojwoden von Veles, Mirtscho Atanasow, und der osmanischen Polizei. Nach einem Verrat des Dorfpfarrers wurde die Gruppe vom IMARO-Wojwoden Atanasow entdeckt und in einem Kampf verwickelt. Nachdem sich ihre Patronen dem Ende neigten, erschossen sich Mirtscho Atanasow und fünf seiner Komitadschi, um nicht in die Hände der osmanischen Polizei zu gelangen. Aus diesem Vorfall entstand das in der Region bekannte Volkslied Mirtscho Veleschki (dt. Mirtscho von Veles).
1927 führte der deutsche Forscher Leonhard Schultze S'lp auf seiner Karte Mazedoniens auf und ordnete es als ein bulgarisches-christliches Dorf ein.
Laut der letzten Volkszählung von 2002 hatte S'lp 47 Einwohner zu verzeichnen, davon 46 Mazedonier und ein Serbe. 2008 wurde im Dorf die Kirche Sveta Petka errichtet.